# Washington County (Colorado)
Washington County je okres ve státě Colorado ve Spojených státech amerických. K roku 2000 zde žilo 4 926 obyvatel. Správním městem okresu je Akron. Celková rozloha okresu činí 6 537 km².